# Deinopis tuboculata
Deinopis tuboculata är en spindelart som beskrevs av Franganillo 1926. Deinopis tuboculata ingår i släktet Deinopis och familjen Deinopidae.
Artens utbredningsområde är Kuba. Inga underarter finns listade i Catalogue of Life.